# Паршина, Дарья Викторовна
Дарья Викторовна Паршина (род. 9 января 1988 года) — российская пловчиха.

## Карьера
Тренируется в Пензе у Н. Козловой. Победитель первенства Европы среди юниоров 2003 года на дистанции 200 м и в эстафете 4×200 м вольным стилем. По итогам первенства Дарье присвоено спортивное звание мастера спорта международного класса.
В 2004 году на чемпионате Европы на короткой воде стала второй на дистанции 400 метров вольным стилем.
Участница Олимпиады 2004 года. Участвовала в предварительном заплыве на дистанции 400 метров вольным стилем. В своём заплыве была последней.